# Medweżka
Medweżka (ukr. Ведмежка) – przystanek kolejowy w miejscowości Mała Medweżka, w rejonie kamieńskim, w obwodzie wołyńskim, na Ukrainie. Położony jest na linii Sarny – Kowel.